# Sean Dooley
Sean Dooley (* 16. Januar 1985 in Nelson, British Columbia, Kanada) ist ein ehemaliger kanadisch-irischer Eishockeyspieler, der zuletzt bis 2011 bei den Edmonton Canadians spielte. International spielt er für die irische Eishockeynationalmannschaft.

## Karriere
Sean Dooley, der als Nachfahre irischer Einwanderer in Kanada geboren wurde, wurde 2000 im WHL Bantam Draft in Runde zehn als insgesamt 170. Spieler von den Prince Albert Raiders ausgewählt. Er spielte in der Republik Irland für die Dundalk Bulls, mit denen er 2008 und 2009 irischer Meister wurde, in der Irish Ice Hockey League. 2010 wechselte er nach Kanada und spielte dort für die Edmonton Canadians.

### International
Dooley spielte für Irland bei den Welttitelkämpfen der Division II 2011 sowie der Division III 2010, als er gemeinsam mit seinem Landsmann Gareth Roberts und dem Griechen Georgios Kalyvas drittbester Scorer hinter seinem Teamkollegen Mark Morrison und dem Griechen Dimitrios Kalyvas war, und 2013 teil. Neben seiner aktiven Karriere war Dooley 2009 und 2010 Cheftrainer der irischen Auswahl bei den U18-Weltmeisterschaften der Division III.

## Erfolge und Auszeichnungen
- 2008 Irischer Meister mit den Dundalk Bulls
- 2009 Irischer Meister mit den Dundalk Bulls
- 2010 Aufstieg in die Division II bei der Weltmeisterschaft der Division III